# U Lomu
Der U Lomu (deutsch: Steinbruch) ist eine Anhöhe westlich der  Ortschaft Slapany (deutsch: Schloppenhof) in Nordböhmen. Der Gipfel liegt auf 515 m n.m. inmitten des Slapanský les (deutsch: Erlholz) im tschechischen Teil des Kohlwalds im Fichtelgebirge.

## Geographie
Der U Lomu  ist die höchste Erhebung des Slapanský les. Östlich des Gipfels verläuft die Straße 2143 von Cheb (deutsch: Eger) nach Slapany.
In der geomorphologischen Gliederung des Nachbarlandes Tschechien wird auch das Chebská pahorkatina (deutsch: Egerer Hügelland) dem (Hohen) Fichtelgebirge als Haupteinheit Smrčiny (I3A-1) zugeordnet.

## Geschichte
An der Nordseite verlief in früheren Jahren eine wichtige Straße nach Eger.

## Bauwerke
Auf dem Gipfel befindet sich der Aussichtspunkt Krásná Lípa (deutsch: Schöne Linde).

## Karten
- Fritsch Wanderkarte 1:50.000, Blatt 52, Naturpark Fichtelgebirge – Steinwald